# Saint-Vincent (Włochy)
Saint-Vincent – miejscowość i gmina we Włoszech, w regionie Dolina Aosty.
Według danych na styczeń 2009 gminę zamieszkiwało 4881 osób przy gęstości zaludnienia 234,6 os./1 km².